# Route nationale 18 (France)
Pour les articles homonymes, voir N18 et Route nationale 18.
La route nationale 18, ou RN 18, est une route nationale française reliant Étain à Longwy. Le décret du 5 décembre 2005 prévoit son déclassement.
À l'origine, en 1824, et jusqu'aux déclassements des années 1970, en plus de ce tracé s'ajoutait un tronçon de Verdun à Étain, tronçon appartenant à l'actuelle route nationale 3. La RN 18 ne se terminait pas à Longwy mais allait jusqu'à Aubange, à la frontière belge ; ce tronçon a été déclassé en RD 918.
Le rôle de la RN 18 reste limité : sa portée nationale reste réduite (elle assure des liaisons Luxembourg – Verdun, Luxembourg – Reims, Arlon – Reims…), son rôle régional étant limité aussi. Seule la portion Longwy – Longuyon (qui est d'ailleurs l'une des portions de route les plus accidentogènes de France) draine un nombre relativement important d'automobilistes, la plupart étant des travailleurs frontaliers français se rendant au Luxembourg tout proche (8 510 véhicules par jour en 2004[réf. nécessaire]). La seconde portion, Longuyon-Étain, draine quant à elle un faible trafic. Elle est surtout un trait d'union entre le Haut-Pays et le centre meusien (moins de 5 000 véhicules par jour en 2004[réf. nécessaire]). Cependant, compte tenu de la proximité du Luxembourg et de ses emplois, le trafic augmente depuis quelques années. 
Le tracé de la RN 18 a été légèrement modifié en 2005. Alors qu'auparavant la route se terminait au centre-ville d'Étain, une déviation de la ville, classée en RN 18, a été ouverte en novembre 2005 et allonge le tracé de la RN 18 de 4 km.

## Ancien tracé de Verdun à Mont-Saint-Martin et à Aubange
- Verdun  (km 0)
- Abaucourt  (km 13)
- Étain  (km 20)
- Bellevue, commune d'Amel-sur-l'Étang (km 27)
- Spincourt (km 34)
- Nouillonpont (km 38)
- Rouvrois-sur-Othain (km 40)
- Longuyon (km 48)
- Tellancourt (km 56)
- Villers-la-Chèvre  (km 61)
- Longwy  (km 66)
- Mont-Saint-Martin  (km 70)
- Aubange  Belgique  (km 71)

## Axes annexes importants
- RN 52 à Longwy (vers Arlon, Luxembourg ou Metz)
- RN 43 à Longuyon (vers Sedan ou Metz)
- RD 106 près de Bellevue (vers Luxembourg ou Thionville)
- RN 3 à Étain (vers Verdun ou Metz)